# Albert Pütsch
Albert Pütsch (* 5. August 1834 in Berlin; † 18. April 1898) war ein deutscher Ingenieur und Unternehmer.

## Leben
Albert Pütsch ging zunächst auf das Friedrich-Wilhelms-Gymnasium in Berlin, danach auf die dortige Luisenstädtische Realschule, wo er sein Abitur ablegte. Im Anschluss besuchte er Bauakademie und Universität. Seine berufliche Laufbahn begann er 1857 bei der Hamburg-Magdeburger Dampfschiffahrtskompanie. Kurze Zeit später wechselte er zur Magdeburg-Leipziger Eisenbahn-Gesellschaft, wo er den Lokomotivführer-Beruf erlernte. Im Anschluss arbeitete er als Konstrukteur bei der Maschinenfabrik Cöthen. Im Oktober 1858 fing er als Ingenieur bei dem Unternehmen Siemens & Halske an, für das er im In- und Ausland tätig war. 1861 machte Pütsch sich zusammen mit seinem Bruder selbständig im Bereich der Feuerungsanlagen und Regenerativöfen. Zehn Jahre später wurde er als gerichtlicher Sachverständiger für Maschinen, Feuerungsanlagen und Patente vereidigt. Als solcher fungierte er in den Folgejahren bei vielen Haftpflichtprozessen an Berliner Unter- und Obergerichten.
Von Albert Pütsch stammen mehrere Buchveröffentlichungen. Neben den Werken Neuere Gas- und Kohlenstaubfeuerungen und Neue Gasfeuerungen: Sachliche Würdigung der seit 1880 auf Diesem Gebiete in Deutschland Ertheilten Patente gibt es von ihm ein Liederbuch mit dem Titel Trost in Thränen. Das Patentgesetz versifizierte er unter dem Titel D.R.P. Seine Schrift Die Sicherung der Arbeiter gegen die Gefahren für Leben und Gesundheit im Fabrikbetriebe wurde der Hauptversammlung des Vereins Deutscher Ingenieure (VDI) im Jahr 1881 berichtet.
Albert Pütsch war seit 1865 Mitglied im VDI. Er war mehrmals Vorsitzender des VDI-Bezirksvereins Berlin. 1872 gehörte er dem Vorstand des Gesamtvereins an.